# Агентство з розшуку та менеджменту активів

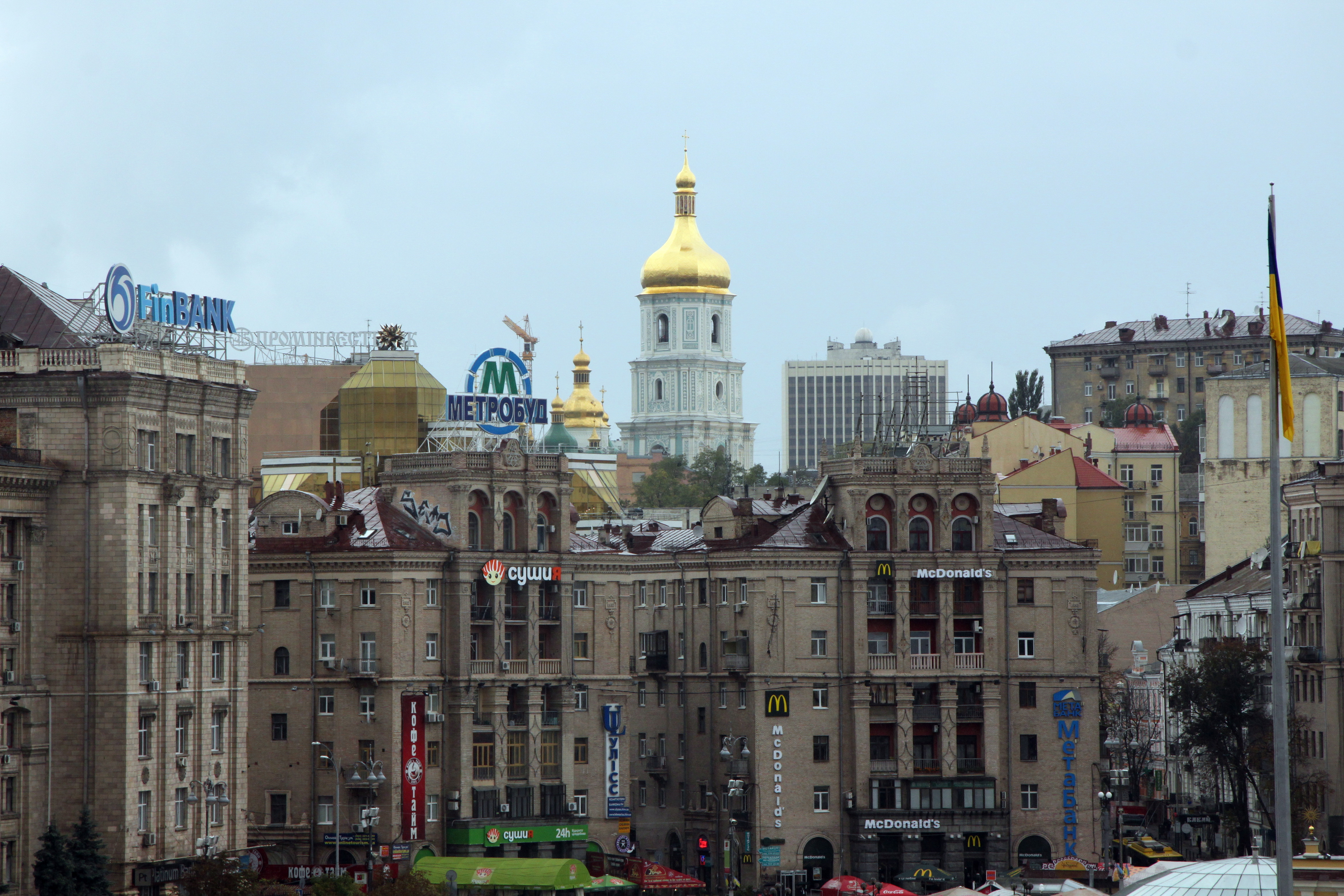
Бориса Грінченка, 1 — зліва (вид з Майдану Незалежності)

Національне агентство України з питань виявлення, розшуку та управління активами, одержаними від корупційних та інших злочинів (Агентство з розшуку/повернення активів; скорочена назва згідно з офіційним сайтом — Агентство з розшуку та менеджменту активів, або АРМА) — центральний орган виконавчої влади України зі спеціальним статусом, що забезпечує формування та реалізацію державної політики у сфері виявлення та розшуку активів, на які може бути накладено арешт у кримінальному провадженні, та/або з управління активами, на які накладено арешт або які конфісковано у кримінальному провадженні, чи у справі про визнання необґрунтованими активів та їх стягнення в дохід держави.
Створене Законом України від 10 листопада 2015 року № 772-VIII, а на його підставі — Постановою Уряду від 24 лютого 2016 року № 104. Це є одним з основних критеріїв виконання Україною Плану дій з лібералізації візового режиму з ЄС.

## Історичний контекст
Режим Януковича (2010—2013) був надзвичайно корумпованим. Корупція, крадіжки державного та громадського майна стали способом існування влади. За світовим індексом сприйняття корупції Transparency International, Україна в 2013 році опинилася на 144-му місці у світі серед 178 держав. За оцінками експертів, кримінальна «сім'я» Януковича тільки в енергетичній сфері та державних закупівлях щороку незаконно привласнювала щонайменше 10 млрд доларів. Незаконно надбані кошти осідали як в Україні, у вигляді ліквідного майна (нерухомість, коштовності тощо), так і на банківських рахунках всередині країни та за кордоном із застосуванням офшорних схем. Організація Global Financial Integrity підрахувала, що з України нелегально виводилося в середньому $11,676 млрд упродовж 2004—2013 років, а всього за цей час — близько $116,762 млрд.
Під час Революції гідності численні високопосадовці, на чолі з Януковичем, залишили Україну, зберігши можливість розпорядження коштами в іноземних банках. Це, зокрема, Сергій Арбузов, Микола Азаров, Олексій Азаров, Раїса Богатирьова, Віталій Захарченко, Юрій Іванющенко, Ігор Калінін, Андрій Клюєв, Сергій Клюєв, Олександр Клименко, Сергій Курченко, Андрій Портнов, Микола Присяжнюк, Віктор Пшонка, Артем Пшонка, Віктор Ратушняк, Едуард Ставицький, Дмитро Табачник, Олег Царьов, Олександр Якименко, Олександр Янукович та інші.
Після оголошення їх у розшук новою владою та відповідних звернень Генеральної прокуратури України, активи колишніх посадовців були арештовані в деяких європейських державах (Швейцарія, Австрія, Ліхтенштейн). У березні-квітні 2014 Європейський Союз ухвалив рішення на один рік заморозити рахунки й активи 18-ти осіб: Віктора Януковича і двох його синів, Захарченка, Віктора й Артема Пшонок, Якименка, Миколи й Олексія Азарових, Андрія і Сергія Клюєвих, Портнова, Лукаш, Ратушняка, Курченка, Табачника, Богатирьової, Калініна, Арбузова, Клименка, Ставицького, Іванющенка.
За даними Генпрокуратури, станом на кінець 2014 в ході кримінальних проваджень щодо колишніх українських високопосадовців було арештовано активів на суму в 6 млрд грн та 1,7 млрд доларів.
Проте, протягом року після заморожування активів жодна справа про фінансові зловживання попередніх урядовців із «чорного списку» ЄС так і не потрапила до суду.
Через рік після застосування санкцій у ЄС вирішили не продовжувати їх стосовно Портнова, Якименка, Калініна, О. Азарова. У червні Євросоюз виключив з санкційного списку В. Януковича-молодшого.
Неможливість тривалого збереження санкцій проти фізичних осіб пояснюється відсутністю подальших доказів їх злочинної діяльності, адже «накладення санкцій лише за ознакою співпраці з колишнім режимом є неприпустимим» (Суд Європейського Союзу, справа Андрій Портнов проти Ради ЄС).
Крім того, колишня резиденція Януковича «Межигір'я» (яку називають «музеєм корупції»), досі не повернута державі та утримується за рахунок доходу від продажу вхідних квитків.

## Ідеологія та процес створення Агентства
Антон Янчук, 
Правовий механізм повернення коштів та активів має розпочинатися з того, що правоохоронці доводять їхнє злочинне походження та отримують рішення суду про конфіскацію, оскільки приватна власність може бути конфіскована лише через суд. Далі потрібно оголосити про підозру, і тільки після цього майно особи може бути заарештоване. Управління корпоративними правами та іншим майном, на яке накладено арешт, необхідне з метою збереження його вартості з огляду на подальшу конфіскацію.
Питання розшуку, арешту, розпорядження злочинним активами на міжнародному рівні регулюються Конвенцією ООН проти корупції, Конвенцією Ради Європи про відмивання, пошук, арешт та конфіскацію доходів, одержаних злочинним шляхом, та про фінансування тероризму (2005), Рішенням Ради Європейського Союзу 2007/845/JHA від 6 грудня 2007 року щодо співпраці між офісами з повернення активів у сфері розшуку та виявлення доходів від злочинів або іншого майна, пов'язаного із злочинами, Директивою ЄС 2014/42/EU «Про замороження і конфіскацію знарядь і доходів від злочинів у Європейському Союзі» від 3 квітня 2014 року.
Аналогічні органи діють у Франції, Румунії, Бельгії, Нідерландах, США, Великій Британії, Ірландії тощо.
У рамках Антикорупційної стратегії на 2014—2017 роки та у зв'язку з необхідністю виконання другої фази Плану дій щодо лібералізації ЄС візового режиму для України, розпорядженням Президента України П. Порошенка від 26 березня 2015 року була створена міжвідомча робоча група з координації повернення в Україну коштів, одержаних злочинним шляхом колишніми високопосадовцями України. Очолив її заступник Генпрокурора Віталій Касько.
До роботи міжвідомчої групи були залучені фахівці Міністерства юстиції, Генеральної прокуратури, представників громадянського суспільства (зокрема, РПР). Результатом їх діяльності став законопроєкт, унесений до парламенту Урядом 4 вересня 2015 року.
Окремий висновок проєктові надало Міністерство юстиції США.
Проєкт 3040 був прийнятий за основу 8 жовтня, але Головне науково-експертне управління, Комітет з питань правової політики та правосуддя та Головне юридичне управління висловили до нього багато зауважень. Після доопрацювання Закон був прийнятий у повторному другому читанні і в цілому 10 листопада. 9 грудня Закон № 772-VIII підписаний Президентом. Він набрав чинності 11 грудня 2015 року.
Закон уведений у дію 11 червня 2016 року, Агентство утворене як ЦОВВ Постановою Кабінету Міністрів від 24 лютого 2016 року.
За інформацією дипломатичних джерел, Єврокомісія була незадоволена остаточним текстом Закону.

### Перший конкурс
| Посада у комісії | ПІБ                            | Рід занять                                       | Призначений за квотою                                           |
| ---------------- | ------------------------------ | ------------------------------------------------ | --------------------------------------------------------------- |
| член             | Каленюк Дарина Миколаївна      | виконавчий директор ГО «Центр протидії корупції» | Верховної Ради України Підстава:                                |
| член             | Канєвський Гліб Олександрович  | експерт Центру політичних студій та аналітики    | Верховної Ради України Підстава:                                |
| член             | Юрчишин Ярослав Романович      | експерт Реанімаційного Пакету Реформ             | Верховної Ради України Підстава:                                |
| член             | Кухарук Ігор Іванович          | пенсіонер ГПУ                                    | Генерального прокурора України Підстава:                        |
| член             | Бутусов Юрій Євгенович         | головний редактор Цензор.НЕТ                     | Директора Національного антикорупційного бюро України Підстава: |
| член             | Первомайський Олег Олексійович | доцент КНУ ім Т. Шевченка                        | Міністра юстиції України Підстава:                              |
| член             | Том Фаєрстоун                  | партнер Baker & McKenzie                         | Голови Держфінмоніторингу Підстава:                             |
| голова           | Стельмащук Андрій Васильович   | керуючий партнер ЮФ «Василь Кісіль і Партнери»   | Міністра фінансів України Підстава:                             |

Повністю комісія була сформована 30 березня 2016 року. 28 листопада вона рекомендувала на посаду голови Нацагентства чинного заступника міністра юстиції Антона Янчука. 7 грудня він призначений розпорядженням КМУ на п'ять років.
На початку 2017 року Нацагентство розпочало відбір співробітників. Гранична чисельність апарату становитиме 130 осіб.

## Керівництво Агентства

### Колишні керівники
1. Янчук Антон Володимирович (7 грудня 2016[27] — 27 листопада 2019 (відсторонений)[30]; 27 грудня 2019 (звільнений)[31])
2. т.в.о. Сигидин Віталій Михайлович (27 листопада 2019 — 4 серпня 2021)[32].
3. т.в.о. Голови — Жоравович Дмитро Олексійович (з 4 серпня 2021)[33].
4. Дума Олена Олексіївна (30 червня 2023 — 30 липня 2025)[34][35].

### Чинне керівництво
- т.в.о. Голови — Максименко Ярослава Петрівна[36]
- Заступник Голови — Павло Великоречанін
- Заступник Голови з цифрової трансформації (CDTO) — Станіслав Петров
- Заступник Голови з євроінтеграції — Ярослава Максименко[37]

## Статус Агентства
Національне агентство повинне бути компактним, висококваліфікованим органом із широкими повноваженнями, високими гарантіями незалежності та, водночас, із достатньою кількістю контрольних механізмів з боку фахівців та громадськості, спеціально уповноваженим на виявлення, розшук та управління кримінальними активами.

### Загальні засади
Національне агентство підзвітне Верховній Раді України, підконтрольне та відповідальне перед Кабінетом Міністрів України.
Агентство утворюється Кабміном; складається з центрального апарату і територіальних управлінь; є юридичною особою публічного права.
Голова Агентства призначається на посаду Кабміном строком на п'ять років за результатами конкурсу. Одна і та сама особа не може обіймати цю посаду два строки підряд. Відбір кандидата на посаду Голови здійснює конкурсна комісія, до складу якої входять три особи від ВРУ, по одній від ГПУ, НАБУ, Мінюсту, Держфінмоніторингу, Мінфіну. Голова призначає двох заступників.
Працівниками Агентства є державні службовці та особи, які працюють за трудовим договором.

#### Функції
1. проведення аналізу статистичних даних, результатів досліджень та іншої інформації про виявлення, розшук та управління активами;
2. підготовка пропозицій щодо формування та реалізації державної політики у сфері виявлення, розшуку та управління активами, розроблення проєктів нормативно-правових актів з цих питань;
3. здійснення заходів з виявлення, розшуку, проведення оцінки активів за зверненням слідчого, детектива, прокурора, суду (слідчого судді);
4. організація здійснення заходів, пов'язаних з проведенням оцінки, веденням обліку та управлінням активами;
5. формування та ведення Єдиного державного реєстру активів, на які накладено арешт у кримінальному провадженні;
6. здійснення співробітництва з органами іноземних держав, міжнародними організаціями;
7. участь у забезпеченні представництва прав та інтересів України у закордонних юрисдикційних органах;
8. надання роз'яснень, методичної та консультаційної допомоги слідчим, детективам, прокурорам та суддям з питань своєї компетенції;
9. інші функції.

#### Повноваження
1. витребовує та безоплатно одержує від державних органів, органів місцевого самоврядування інформацію, необхідну для виконання обов'язків;
2. має доступ до Єдиного реєстру досудових розслідувань, автоматизованих інформаційних і довідкових систем, реєстрів та банків даних, держателем (адміністратором) яких є державні органи або органи місцевого самоврядування, користується державними, у тому числі урядовими, засобами зв'язку і комунікацій, мережами спеціального зв'язку та іншими технічними засобами;
3. укладає міжвідомчі міжнародні угоди про співробітництво з органами іноземних держав;
4. укладає цивільно-правові угоди з юридичними та фізичними особами з питань, пов'язаних з проведенням оцінки та управлінням активами, а також щодо представництва інтересів України у закордонних юрисдикційних органах;
5. має рахунки в Національному банку України та в державних банках;
6. приймає обов'язкові для виконання нормативно-правові акти;
7. виносить приписи про усунення порушень вимог законодавства;
8. звертається до суду з позовами щодо визнання незаконними нормативно-правових актів, індивідуальних рішень, виданих з порушенням встановлених цим Законом вимог та обмежень, визнання недійсними правочинів;
9. ініціює проведення службового розслідування, вжиття заходів до притягнення до відповідальності осіб, винних у порушенні цього Закону;
10. складає протоколи про адміністративні правопорушення, застосовує передбачені законом заходи щодо забезпечення провадження у справах про адміністративні правопорушення;
11. здійснює інші повноваження, передбачені законами.

Припис Агентства (про усунення порушень вимог законодавства, проведення службового розслідування, притягнення винної особи до встановленої законом відповідальності), внесений керівнику органу, підприємства, установи, організації, є обов'язковим для виконання.
Уповноважені особи Агентства мають право:
1. безперешкодно входити до приміщень державних органів, органів влади Автономної Республіки Крим, органів місцевого самоврядування за службовим посвідченням та мати доступ до документів та інших матеріалів;
2. витребувати та отримувати необхідні документи та іншу інформацію;
3. отримувати письмові пояснення від посадових та службових осіб;
4. складати протоколи про адміністративні правопорушення;
5. представляти Агентство в судах, закордонних юрисдикційних органах.

Щороку проводиться незалежна оцінка ефективності діяльності Агентства. Таку оцінку проводить комісія із зовнішнього контролю у складі трьох осіб (по одній від Президента, ВРУ, КМУ).
Громадський контроль за діяльністю Агентства забезпечується через Громадську раду, яка утворюється та затверджується КМУ з дев'яти осіб на підставі результатів конкурсу.
Агентство готує щорічні звіти про свою діяльність, які оприлюднюються до 15 квітня.

### Зміст діяльності
У сфері виявлення та розшуку активів Агентство:
1. вживає відповідно до звернень органів, що здійснюють досудове розслідування, прокуратури, судів заходів до виявлення та розшуку активів, взаємодіє з цими органами з метою накладення арешту на такі активи та їх конфіскації;
2. здійснює міжнародне співробітництво з відповідними органами іноземних держав;
3. забезпечує співробітництво з відповідними міжнародними, міжурядовими організаціями, та представляє Україну в цих організаціях.

Агентство здійснює управління активами, на які накладено арешт у кримінальному провадженні, сума або вартість яких дорівнює або перевищує 200 розмірів мінімальної заробітної плати, встановленої на 1 січня відповідного року.
Управління здійснюється шляхом:
1. прийняття активів на збереження;
2. здійснення контролю за збереженням активів, на яке накладено арешт, або за додержанням власником активів відповідних обмежень чи заборон, встановлених ухвалою слідчого судді або суду щодо арештованих активів.

Також Агентство здійснює управління конфіскованими активами (згідно із судовими рішеннями про конфіскацію, спеціальну конфіскацію, задоволення позовів на користь держави у кримінальних провадженнях).
Реалізація активів здійснюється Агентством на прилюдних торгах (аукціонах) та/або електронних торгах.
Держава несе відповідальність за втрату (нестачу) або пошкодження активів, прийнятих на зберігання Агентством, незалежно від його вини.
Агентство формує та веде Єдиний державний реєстр активів, на які накладено арешт у кримінальному провадженні, який є відкритим.

## Діяльність
Громадська рада при Нацагентстві була сформована 13 жовтня 2017 року. Її очолив Гліб Канєвський.
Тоді ж, у жовтні АРМА провело першу конфіскацію активів. Це заарештовані активи екс-міністра доходів і зборів Олександра Клименка: 154 об'єкти, в тому числі у ТРЦ Гулівер.
З 2017 року Агентство є бенефіціаром Антикорупційної ініціативи Європейського союзу в Україні (EUACI), а його представник входить до Наглядової ради програми. АРМА отримує від EUACI експертну, організаційну та матеріальну допомогу.
На початок 2018 року в управлінні АРМА перебували 125 арештованих активів, серед яких 76 % — об'єкти нерухомості та 17 % — транспортні засоби.
У квітні 2018 року, в управління АРМА передане арештоване НАБУ майно Одеського аеропорту, пов'язане зі справою мера Труханова. Його орієнтовна вартість — 2 млрд грн.
Поступово триває процес передачі Агентству скандальної резиденції колишнього президента Януковича «Межигір'я».
В лютому 2019 до сфери управління АРМА перейшло Державне підприємство «СЕТАМ» OpenMarket Міністерства юстиції України.
У вересні того ж року АРМА прийняло майно, майнові та корпоративні права групи «Український Медіа Холдинг» (UMH) олігарха-втікача Сергія Курченка.
Всього протягом 2020 року агентство передало в управління активи із загальною оціночною вартістю майже 2 млрд грн, перерахувало до державного бюджету 15,7 млн грн.
Найдорожчим реалізованим АРМА активом є три тисячі тон соняшникової олії, проданої за 93 млн грн.
У січні 2022 року, за участі прокурорів Кропивницької спеціалізованої прокуратури у військовій та оборонній сфері Південного регіону, судом прийнято рішення про передачу АРМА понад 3 тисяч тон вибухових речовин — порохових зарядів вартістю понад 5 млрд грн.
В умовах повномасштабної війни з Росією АРМА залучене до механізмів позбавлення країни-агресора та осіб, які підтримують її агресивну політику, численних об'єктів власності як на території України, так і за кордоном.
У серпні 2023 АРМА відкрило доступ до Реєстру арештованих активів. Реєстр складається з відкритої частини, та закритої, призначеної для правоохоронців. На момент відкриття база даних містила понад 129 тис. записів.

## Розслідування, результати діяльності

### Підробка судових рішень
1 квітня 2021 року в Києві та області ГПУ провела 50 обшуків у рамках кримінального провадження щодо заволодіння АРМА $500 тис. За даними слідства, учасники організованої групи, до складу якої також входили посадовці АРМА у листопаді-грудні 2020 року заволоділи 500 тис. $ доларів. Гроші було визнано речовими доказами у ряді кримінальних проваджень та передано в управління АРМА. Далі їх привласнили шляхом перерахування на банківські рахунки осіб, що не є учасниками кримінального провадження. Це все було зроблено на підставі підроблених судових рішень.

### Привласнення коштів
27 липня 2021 керівництву АРМА було оголошено підозри у привласненні понад $400 тис. із речових доказів. Підозри отримали т. в.о. керівника Віталій Сигидин, його заступник Володимир Павленко, начальник управління, два адвокати та громадянин. Їм інкримінують заволодіння коштами організованою групою в особливо великих розмірах (ч. 5 ст. 191 ККУ).
5 серпня 2024 Спеціалізована антикорупційна прокуратура передала до суду обвинувальний акт щодо колишнього в.о. голови АРМА Віталія Сигидина та його заступника Володимира Павленка.